# Megachile laticincta
Megachile laticincta är en biart som beskrevs av Cockerell 1936. Megachile laticincta ingår i släktet tapetserarbin, och familjen buksamlarbin. Inga underarter finns listade i Catalogue of Life.